# قلقلاوية
القلقلاوية (الاسم العلمي: Abreae) هي قبيلة من النباتات تتبع الفصيلة البقولية من رتبة الفوليات.

## أجناس القلقلاوية
- القلقل